# Безглузда шістка
«Безглузда шістка», також «Недолуга шістка» (англ. The Ridiculous 6) — американська комедія режисера Френка Корачі, що вийшла 2015 року. У головних ролях Адам Сендлер (був також продюсером і сценаристом), Роб Шнайдер, Тейлор Лотнер, Нік Нолті та інші.

## Сюжет
У Томмі, який втратив батьків у ранньому дитинстві і виховувався індіанцями племені апачі, об'явився батько, та не сам, а з проблемами. Намагаючись йому допомогти, Томмі знайомиться з п'ятьма зведеними братами. Вони об'єднуються, щоб врятувати батька.

## У ролях
| Актор         | Роль                                                             |
| ------------- | ---------------------------------------------------------------- |
| Адам Сендлер  | Томмі «Білий ніж» Дансон Стокберн                                |
| Террі Крюс    | Чико Стокберн, брат Томмі, мулат                                 |
| Хорхе Гарсія  | Херм Стокберн, брат Томмі                                        |
| Тейлор Лотнер | «Маленький Піт» Стокберн, брат Томмі                             |
| Роб Шнайдер   | Рамон Лопес Стокберн, брат Томмі                                 |
| Люк Вілсон    | Денні Стокберн, колишній охоронець Авраама Лінкольна, брат Томмі |
| Нік Нолті     | Френк Стокберн, батько Томмі, Чико, Херма, Піта, Рамона і Денні  |
| Вілл Форте    | Вілл Патч, ватажок «банди лівооких»                              |
| Нік Свардсон  | Неллі Патч, член «банди лівооких»                                |
| Стів Зан      | Клем, колишній власник універсаму, увійшов до «банди лівооких»   |
| Джулія Джонс  | «Палаюча лисиця»                                                 |

| Актор           | Роль                                                                    |
| --------------- | ----------------------------------------------------------------------- |
| Лавелл Кроуфорд | Гас Петч, член «банди лівооких»                                         |
| Денні Трехо     | Цицерон, бандит                                                         |
| Гарві Кейтель   | «Смайлі» Харріса, власник «Золотого самородка»                          |
| Стів Бушемі     | «Док» Гріффін, лікар, дантист та перукар                                |
| Джон Ловітц     | Єзекіїль Грант, власник покер-руму                                      |
| Вітні Каммінгс  | Сюзанна                                                                 |
| Девід Спейд     | генерал Джордж Армстронг Кастер                                         |
| Ванілла Айс     | Марк Твен                                                               |
| Блейк Шелтон    | Ваєтт Ерп, картяр та стрілець                                           |
| Джон Туртурро   | Ебнер Даблдей, офіцер армії Сполучених Штатів Америки, творець бейсболу |
| Ден Патрік      | Авраам Лінкольн                                                         |

## Критика
Фільм отримав негативні відгуки: це один з небагатьох фільмів, якому Rotten Tomatoes дав оцінку 0 % на основі 37 відгуків від критиків. Оцінка глядачів 35 % на основі відгуків більш ніж 2500 глядачів.
Загальний висновок щодо фільму на Rotten Tomatoes:
```
«Безглузда шістка» є стандартним продуктом для фанатиків Адама Сендлера, і варто уникати його перегляду ентузіастам усіх інших поглядів.
```